# Serie A 1980-1981 (hockey su pista)
La Serie A 1980-1981 è stata la 58ª edizione (la 32ª a girone unico), del torneo di primo livello del campionato italiano di hockey su pista. La competizione ha avuto inizio il 6 dicembre 1980 e si è conclusa il 6 giugno 1981.
Lo scudetto è stato conquistato dall'Amatori Lodi per la prima volta nella sua storia.

## Stagione

### Novità
A prendere il testimone del Salerno e del Marzotto Valdagno retrocesse in serie B vi fu, vincendo il campionato cadetto, il pronto ritorno del  Bassano dopo un solo anno passato in serie B e il Giovanni XXIII che invece era all'esordio in massima serie. Al torneo parteciparono: AFP Giovinazzo (campione in carica), Amatori Lodi, Atl. Forte dei Marmi, CGC Viareggio, Goriziana, Laverda Breganze, Monza, Novara, Follonica, Pordenone, Reggiana, Trissino e appunto il Bassano e il Giovanni XXIII Seregno.

### Formula
La formula del campionato fu la stessa della stagione precedente; la manifestazione fu organizzata con un girone all'italiana, con gare di andata e ritorno per un totale di 26 giornate. Erano assegnati 2 punti per l'incontro vinto e un punto a testa per l'incontro pareggiato, mentre non ne era attribuito alcuno per la sconfitta. Al termine del campionato la prima squadra classificata venne proclamata campione d'Italia mentre la dodicesima, la tredicesima e la quattordicesima classificata (per un totale di tre retrocessioni mentre fino alla stagione precedente scendevano in seconda serie solo due compagini) retrocedettero in serie B.

### Avvenimenti

L'Amatori Lodi campione d'Italia.

Il campionato iniziò Il 6 dicembre 1980 e si concluse Il 6 giugno 1981. Alla seconda giornata fu il Forte dei Marmi a tentare una prima fuga ma venne subito ripreso dalle avversarie; in particolare la Reggiana che aveva ingaggiato Pino Marzella dall'AFP Giovinazzo e l'Amatori Lodi che aveva cambiato allenatore facendo tornare sulla propria panchina Franco Mora. Fu la Reggiana a prendere il comando della classifica alla quinta tornata concludendo il girone d'andata in testa al torneo seguita proprio dai lodigiani; il Novara e il Breganze, squadre storico del torneo, erano invece impegnate nella lotta per non retrocedere. Il secondo confronto diretto fra le due formazioni di testa, disputato in occasione della prima giornata di ritorno, si concluse nuovamente in parità (2-2) grazie a una rete di Belli a pochi minuti dalla fine. I giallorossi raggiunsero gli emiliani in vetta alla classifica dopo la partita seguente, per poi tornare subito in svantaggio e infine superare i rivali in virtù della vittoria interna per 4-3 sul Laverda Breganze, in cui il diciottenne lodigiano mise a segno una doppietta. Frattanto le due squadre erano impegnate anche in Coppa CERS, dove furono entrambe eliminate in semifinale. Il duello si protrasse sino all'ultima giornata di Serie A: l'Amatori arrivò alla sfida decisiva, in programma a Gorizia contro la formazione locale, con una lunghezza di margine sui reggiani. Davanti a oltre un migliaio di propri sostenitori giunti da Lodi, i giallorossi si imposero per 4-1 con marcature di Belli (doppietta), Fona e Fantozzi, assicurandosi così il loro primo scudetto. I lombardi grazie alla vittoria in campionato si qualificarono per la Coppa dei Campioni; il Bassano vincendo la Coppa Italia si qualificò per la Coppa delle Coppe mentre la Reggiana, seconda in campionato, e il Monza giunto terzo si qualificarono per la Coppa CERS. Retrocedettero in serie B la neopromossa Giovanni XXIII Seregno, il Follonica e il Trissino.

## Squadre partecipanti
| Club                 | Stag.    | Città                   | Impianto                      | Stagione precedente              |
| -------------------- | -------- | ----------------------- | ----------------------------- | -------------------------------- |
| AFP Giovinazzo       | dettagli | Giovinazzo (BA)         | Palasport                     | 1º in Serie A, campione d'Italia |
| Amatori Lodi         | dettagli | Lodi (MI)               | PalaRiboni                    | 2º in Serie A                    |
| Atl. Forte dei Marmi | dettagli | Forte dei Marmi (LU)    | PalaForte                     | 3º in Serie A                    |
| Bassano              | dettagli | Bassano del Grappa (VI) | Centro Giovanile Bassano      | In Serie B, promosso             |
| CGC Viareggio        | dettagli | Viareggio (LU)          | Palazzo dello Sport           | 12º in Serie A                   |
| Follonica            | dettagli | Follonica (GR)          | Pista Armeni                  | 11º in Serie A                   |
| Giovanni XXIII       | dettagli | Seregno (MI)            | Palastadio                    | In Serie B, promosso             |
| Goriziana            | dettagli | Gorizia                 | Palestra Valletta del Corno   | 5º in Serie A                    |
| Laverda Breganze     | dettagli | Breganze (VI)           | Centro Giov. Don Bosco        | 7º in Serie A                    |
| Monza                | dettagli | Monza (MI)              | Pista di via Ardigò           | 4º in Serie A                    |
| Novara               | dettagli | Novara                  | Palazzetto dello sport        | 10º in Serie A                   |
| Pordenone            | dettagli | Pordenone               | ?                             | 6º in Serie A                    |
| Reggiana             | dettagli | Reggio Emilia           | PalaRegnani di Scandiano (RE) | 9º in Serie A                    |
| Trissino             | dettagli | Trissino (VI)           | Palasport di Trissino         | 8º in Serie A                    |

### Allenatori e primatisti
| Squadra              | Allenatore                                        | Cannoniere                  |
| -------------------- | ------------------------------------------------- | --------------------------- |
| AFP Giovinazzo       | Gianbattista Massari                              | Francesco Frasca (30 reti)  |
| Amatori Lodi         | Francesco Marchesini (1ª-2ª) Franco Mora (3ª-26ª) | Giulio Fona (40 reti)       |
| Atl. Forte dei Marmi |                                                   | Agostino Checchi (37 reti)  |
| Bassano              | Eugenio Leoni                                     | Maurizio Scuccato (11 reti) |
| CGC Viareggio        |                                                   | Paolo Maggi (51 reti)       |
| Follonica            |                                                   | Emilio Artini (27 reti)     |
| Giovanni XXIII       |                                                   | Antonio Cesana (29 reti)    |
| Goriziana            |                                                   | Maurizio Kalik (27 reti)    |
| Laverda Breganze     | Mario Carraro                                     | Carlo Maculan (21 reti)     |
| Monza                |                                                   | Guido Calloni (29 reti)     |
| Novara               | Giovanni Innocenti                                | Jorge Da Costa (26 reti)    |
| Pordenone            | Sergio Vaccher                                    | José Leste (47 reti)        |
| Reggiana             | Giancarlo Tonioni                                 | Pino Marzella (81 reti)     |
| Trissino             | Stefano Stocchetti                                | Antonio Faccin (47 reti)    |

## Classifica finale
|  | Pos. | Squadra              | Pt | G  | V  | N  | P  | GF  | GS  | DR  |
|  | ---- | -------------------- | -- | -- | -- | -- | -- | --- | --- | --- |
|  | 1.   | Amatori Lodi         | 41 | 26 | 17 | 7  | 2  | 114 | 67  | +47 |
|  | 2.   | Reggiana             | 40 | 26 | 16 | 8  | 2  | 151 | 85  | +66 |
|  | 3.   | Monza                | 30 | 26 | 10 | 10 | 6  | 99  | 79  | +20 |
|  | 4.   | AFP Giovinazzo       | 30 | 26 | 11 | 8  | 7  | 88  | 73  | +15 |
|  | 5.   | Atl. Forte dei Marmi | 28 | 26 | 11 | 6  | 9  | 90  | 90  | +0  |
|  | 6.   | Laverda Breganze     | 24 | 26 | 8  | 8  | 10 | 83  | 79  | +4  |
|  | 7.   | CGC Viareggio        | 23 | 26 | 7  | 9  | 10 | 81  | 90  | -9  |
|  | 8.   | Pordenone            | 23 | 26 | 10 | 3  | 13 | 103 | 113 | -10 |
|  | 9.   | Novara               | 23 | 26 | 7  | 9  | 10 | 72  | 85  | -13 |
|  | 10.  | Goriziana            | 21 | 26 | 6  | 9  | 11 | 70  | 80  | -10 |
|  | 11.  | Bassano              | 21 | 26 | 8  | 5  | 13 | 59  | 90  | -31 |
|  | 12.  | Giovanni XXIII       | 20 | 26 | 7  | 6  | 13 | 87  | 108 | -21 |
|  | 13.  | Trissino             | 20 | 26 | 8  | 4  | 14 | 96  | 118 | -22 |
|  | 14.  | Follonica            | 20 | 26 | 8  | 4  | 14 | 76  | 112 | -42 |

Legenda:
  Campione d'Italia.
  Vincitore della Coppa Italia 1980-1981.
      Qualificato in Coppa dei Campioni 1981-1982.
      Qualificato in Coppa delle Coppe 1981-1982.
      Qualificato in Coppa CERS 1981-1982.
      Retrocesso in Serie B 1981-1982.
Note:
Due punti a vittoria, uno a pareggio, zero a sconfitta.
In caso di parità di punteggio, le posizioni erano decise per differenza reti generale.

## Risultati

### Calendario
| Andata (1ª) | Andata (1ª) | Prima giornata                  | Ritorno (14ª) | Ritorno (14ª) |
|             |             |                                 |               |               |
| 6 dic.      | 3-3         | Amatori Lodi-Reggiana           | 2-2           | 14 mar.       |
| 6 dic.      | 3-3         | CGC Viareggio-Pordenone         | 3-4           | 14 mar.       |
| 6 dic.      | 1-1         | Follonica-Monza                 | 0-8           | 14 mar.       |
| 6 dic.      | 3-1         | Giovanni XXIII-Bassano          | 1-1           | 14 mar.       |
| 6 dic.      | 2-1         | Laverda Breganze-AFP Giovinazzo | 3-4           | 14 mar.       |
| 6 dic.      | 1-2         | Novara-Goriziana                | 7-3           | 14 mar.       |
| 6 dic.      | 1-3         | Trissino-Atl.Forte dei Marmi    | 5-9           | 14 mar.       |

| Andata (2ª) | Andata (2ª) | Seconda giornata                 | Ritorno (15ª) | Ritorno (15ª) |
|             |             |                                  |               |               |
| 13 dic.     | 9-4         | AFP Giovinazzo-Giovanni XXIII    | 4-4           | 21 mar.       |
| 13 dic.     | 4-2         | Atl.Forte dei Marmi-Amatori Lodi | 4-5           | 21 mar.       |
| 13 dic.     | 4-1         | Bassano-CGC Viareggio            | 2-6           | 21 mar.       |
| 13 dic.     | 7-4         | Reggiana-Novara                  | 7-4           | 21 mar.       |
| 13 dic.     | 3-3         | Goriziana-Trissino               | 3-4           | 21 mar.       |
| 13 dic.     | 3-2         | Monza-Laverda Breganze           | 0-0           | 21 mar.       |
| 13 dic.     | 3-5         | Pordenone-Follonica              | 3-4           | 21 mar.       |

| Andata (3ª) | Andata (3ª) | Terza giornata                | Ritorno (16ª) | Ritorno (16ª) |
|             |             |                               |               |               |
| 20 dic.     | 3-1         | Bassano-Goriziana             | 1-6           | 28 mar.       |
| 20 dic.     | 2-2         | CGC Viareggio-AFP Giovinazzo  | 1-3           | 28 mar.       |
| 20 dic.     | 4-1         | Follonica-Atl.Forte dei Marmi | 0-3           | 28 mar.       |
| 20 dic.     | 8-4         | Giovanni XXIII-Pordenone      | 2-8           | 28 mar.       |
| 20 dic.     | 2-5         | Laverda Breganze-Reggiana     | 5-7           | 28 mar.       |
| 20 dic.     | 2-9         | Novara-Amatori Lodi           | 2-2           | 28 mar.       |
| 20 dic.     | 5-5         | Trissino-Monza                | 1-4           | 28 mar.       |

| Andata (4ª) | Andata (4ª) | Quarta giornata               | Ritorno (17ª) | Ritorno (17ª) |
|             |             |                               |               |               |
| 3 gen.      | 3-2         | Amatori Lodi-Laverda Breganze | 4-3           | 4 apr.        |
| 3 gen.      | 2-5         | Atl.Forte dei Marmi-Goriziana | 4-4           | 4 apr.        |
| 3 gen.      | 7-3         | Reggiana-CGC Viareggio        | 5-6           | 4 apr.        |
| 3 gen.      | 5-2         | Follonica-Novara              | 2-4           | 4 apr.        |
| 3 gen.      | 3-2         | AFP Giovinazzo-Trissino       | 2-2           | 4 apr.        |
| 3 gen.      | 8-1         | Monza-Giovanni XXIII          | 6-3           | 4 apr.        |
| 3 gen.      | 4-1         | Pordenone-Bassano             | 2-3           | 4 apr.        |

| Andata (5ª) | Andata (5ª) | Quinta giornata            | Ritorno (18ª) | Ritorno (18ª) |
|             |             |                            |               |               |
| 10 gen.     | 10-6        | AFP Giovinazzo-Follonica   | 4-2           | 11 apr.       |
| 10 gen.     | 5-5         | Amatori Lodi-CGC Viareggio | 1-1           | 11 apr.       |
| 10 gen.     | 1-1         | Atl.Forte dei Marmi-Monza  | 3-5           | 11 apr.       |
| 10 gen.     | 10-3        | Reggiana-Giovanni XXIII    | 7-0           | 11 apr.       |
| 10 gen.     | 7-4         | Goriziana-Pordenone        | 3-3           | 11 apr.       |
| 10 gen.     | 7-1         | Novara-Bassano             | 2-3           | 11 apr.       |
| 10 gen.     | 4-2         | Trissino-Laverda Breganze  | 3-5           | 11 apr.       |

| Andata (6ª) | Andata (6ª) | Sesta giornata                       | Ritorno (19ª) | Ritorno (19ª) |
|             |             |                                      |               |               |
| 17 gen.     | 5-2         | Bassano-Follonica                    | 1-4           | 18 apr.       |
| 17 gen.     | 2-3         | CGC Viareggio-Goriziana              | 1-3           | 18 apr.       |
| 17 gen.     | 2-2         | Giovanni XXIII-Novara                | 1-4           | 18 apr.       |
| 17 gen.     | 3-6         | Laverda Breganze-Atl.Forte dei Marmi | 2-1           | 18 apr.       |
| 17 gen.     | 4-4         | Monza-Reggiana                       | 2-14          | 18 apr.       |
| 17 gen.     | 5-2         | Pordenone-AFP Giovinazzo             | 1-4           | 18 apr.       |
| 17 gen.     | 3-8         | Trissino-Amatori Lodi                | 1-7           | 18 apr.       |

| Andata (7ª) | Andata (7ª) | Settima giornata                  | Ritorno (20ª) | Ritorno (20ª) |
|             |             |                                   |               |               |
| 24 gen.     | 2-3         | AFP Giovinazzo-Novara             | 2-2           | 25 apr.       |
| 24 gen.     | 5-4         | Amatori Lodi-Monza                | 4-4           | 25 apr.       |
| 24 gen.     | 6-5         | Atl.Forte dei Marmi-CGC Viareggio | 2-2           | 25 apr.       |
| 24 gen.     | 5-3         | Reggiana-Bassano                  | 2-2           | 25 apr.       |
| 24 gen.     | 5-7         | Follonica-Laverda Breganze        | 5-5           | 25 apr.       |
| 24 gen.     | 3-3         | Goriziana-Giovanni XXIII          | 1-5           | 25 apr.       |
| 24 gen.     | 3-2         | Pordenone-Trissino                | 5-11          | 25 apr.       |

| Andata (8ª) | Andata (8ª) | Ottava giornata             | Ritorno (21ª) | Ritorno (21ª) |
|             |             |                             |               |               |
| 31 gen.     | 4-4         | AFP Giovinazzo-Reggiana     | 2-6           | 2 mag.        |
| 31 gen.     | 2-3         | Amatori Lodi-Pordenone      | 6-3           | 2 mag.        |
| 31 gen.     | 2-2         | Bassano-Atl.Forte dei Marmi | 3-4           | 2 mag.        |
| 31 gen.     | 6-3         | CGC Viareggio-Trissino      | 4-7           | 2 mag.        |
| 31 gen.     | 5-2         | Giovanni XXIII-Follonica    | 4-7           | 2 mag.        |
| 31 gen.     | 5-3         | Laverda Breganze-Goriziana  | 1-1           | 2 mag.        |
| 31 gen.     | 4-4         | Novara-Monza                | 0-5           | 2 mag.        |

| Andata (9ª) | Andata (9ª) | Nona giornata                | Ritorno (22ª) | Ritorno (22ª) |
|             |             |                              |               |               |
| 7 feb.      | 7-3         | Atl.Forte dei Marmi-Reggiana | 3-8           | 9 mag.        |
| 7 feb.      | 2-4         | Follonica-Amatori Lodi       | 2-5           | 9 mag.        |
| 7 feb.      | 1-1         | Goriziana-AFP Giovinazzo     | 1-4           | 9 mag.        |
| 7 feb.      | 1-1         | Laverda Breganze-Bassano     | 2-2           | 9 mag.        |
| 7 feb.      | 6-7         | Monza-Pordenone              | 5-6           | 9 mag.        |
| 7 feb.      | 1-1         | Novara-CGC Viareggio         | 2-3           | 9 mag.        |
| 7 feb.      | 2-1         | Trissino-Giovanni XXIII      | 1-12          | 9 mag.        |

| Andata (10ª) | Andata (10ª) | Decima giornata                         | Ritorno (23ª) | Ritorno (23ª) |
|              |              |                                         |               |               |
| 14 feb.      | 1-1          | AFP Giovinazzo-Atletico Forte dei Marmi | 3-0           | 16 mag.       |
| 14 feb.      | 5-3          | Amatori Lodi-Bassano                    | 5-1           | 16 mag.       |
| 14 feb.      | 5-3          | CGC Viareggio-Giovanni XXIII            | 4-4           | 16 mag.       |
| 14 feb.      | 5-0          | Reggiana-Follonica                      | 5-5           | 16 mag.       |
| 14 feb.      | 1-1          | Goriziana-Monza                         | 2-3           | 16 mag.       |
| 14 feb.      | 4-5          | Pordenone-Laverda Breganze              | 2-2           | 16 mag.       |
| 14 feb.      | 2-2          | Trissino-Novara                         | 3-5           | 16 mag.       |

| Andata (11ª) | Andata (11ª) | Undicesima giornata           | Ritorno (24ª) | Ritorno (24ª) |
|              |              |                               |               |               |
| 21 feb.      | 6-4          | Atl.Forte dei Marmi-Pordenone | 2-9           | 23 mag.       |
| 21 feb.      | 1-6          | Bassano-Trissino              | 3-2           | 23 mag.       |
| 21 feb.      | 3-2          | Reggiana-Goriziana            | 3-3           | 23 mag.       |
| 21 feb.      | 3-4          | Follonica-CGC Viareggio       | 5-4           | 23 mag.       |
| 21 feb.      | 2-3          | Giovanni XXIII-Amatori Lodi   | 2-6           | 23 mag.       |
| 21 feb.      | 3-4          | Monza-AFP Giovinazzo          | 5-3           | 23 mag.       |
| 21 feb.      | 2-2          | Novara-Laverda Breganze       | 1-7           | 23 mag.       |

| Andata (12ª) | Andata (12ª) | Dodicesima giornata                | Ritorno (25ª) | Ritorno (25ª) |
|              |              |                                    |               |               |
| 28 feb.      | 3-6          | AFP Giovinazzo-Amatori Lodi        | 2-2           | 30 mag.       |
| 28 feb.      | 4-2          | Atl.Forte dei Marmi-Giovanni XXIII | 3-6           | 30 mag.       |
| 28 feb.      | 3-4          | Goriziana-Follonica                | 2-2           | 30 mag.       |
| 28 feb.      | 8-3          | Laverda Breganze-CGC Viareggio     | 2-4           | 30 mag.       |
| 28 feb.      | 10-3         | Monza-Bassano                      | 0-3           | 30 mag.       |
| 28 feb.      | 5-4          | Pordenone-Novara                   | 1-2           | 30 mag.       |
| 28 feb.      | 3-7          | Trissino-Reggiana                  | 5-10          | 30 mag.       |

| \| Andata (13ª) \| Andata (13ª) \| Tredicesima giornata \| Ritorno (26ª) \| Ritorno (26ª) \| \| \| \| \| \| \| \| 7 mar. \| 6-3 \| Amatori Lodi-Goriziana \| 4-1 \| 6 giu. \| \| 7 mar. \| 2-7 \| Bassano-AFP Giovinazzo \| 3-2 \| 6 giu. \| \| 7 mar. \| 1-1 \| CGC Viareggio-Monza \| 1-1 \| 6 giu. \| \| 7 mar. \| 8-5 \| Reggiana-Pordenone \| 9-5 \| 6 giu. \| \| 7 mar. \| 2-5 \| Follonica-Trissino \| 3-10 \| 6 giu. \| \| 7 mar. \| 4-3 \| Giovanni XXIII-Laverda Breganze \| 4-4 \| 6 giu. \| \| 7 mar. \| 5-9 \| Novara-Atl.Forte dei Marmi \| 0-0 \| 6 giu. \| |              |                                 |               |               |
| Andata (13ª) | Andata (13ª) | Tredicesima giornata            | Ritorno (26ª) | Ritorno (26ª) |
| |              |                                 |               |               |
| 7 mar. | 6-3          | Amatori Lodi-Goriziana          | 4-1           | 6 giu.        |
| 7 mar. | 2-7          | Bassano-AFP Giovinazzo          | 3-2           | 6 giu.        |
| 7 mar. | 1-1          | CGC Viareggio-Monza             | 1-1           | 6 giu.        |
| 7 mar. | 8-5          | Reggiana-Pordenone              | 9-5           | 6 giu.        |
| 7 mar. | 2-5          | Follonica-Trissino              | 3-10          | 6 giu.        |
| 7 mar. | 4-3          | Giovanni XXIII-Laverda Breganze | 4-4           | 6 giu.        |
| 7 mar. | 5-9          | Novara-Atl.Forte dei Marmi      | 0-0           | 6 giu.        |

## Verdetti
| Verdetto                          | Club                              |
| --------------------------------- | --------------------------------- |
| Campione d'Italia 1980-1981       | Amatori Lodi (1º titolo)          |
| Qualificato in Coppa dei Campioni | Amatori Lodi                      |
| Qualificato in Coppa delle Coppe  | Bassano                           |
| Qualificate in Coppa CERS         | Reggiana Monza                    |
| Retrocesse in Serie B             | Giovanni XXIII Trissino Follonica |

### Squadra campione
| N° | Naz.              | Ruolo | Sportivo           |  |  |  |
| -- | ----------------- | ----- | ------------------ |  |  |  |
| 1  | Italia (bandiera) | P     | Francesco Fontana  |  |  |  |
| 4  | Italia (bandiera) | E     | Giulio Fona        |  |  |  |
| 9  | Italia (bandiera) | E     | Aldo Belli         |  |  |  |
| 10 | Italia (bandiera) | P     | Vittorio Gasparini |  |  |  |
| ?  | Italia (bandiera) | E     | Giancarlo Fantozzi |  |  |  |
| ?  | Italia (bandiera) | E     | Ettore Gasparini   |  |  |  |
| ?  | Italia (bandiera) | E     | Fabio Rizzitelli   |  |  |  |
| ?  | Italia (bandiera) | E     | Marino Severgnini  |  |  |  |
| ?  | Italia (bandiera) | E     | Ersilio Spiranelli |  |  |  |
| ?  | Italia (bandiera) | E     | Rinaldo Uggeri     |  |  |  |

- Allenatore:  Francesco Marchesini, poi  Franco Mora

## Statistiche del torneo

### Capoliste solitarie
|    | ——   | —— | —— | ——       | ——       | ——       | ——       | ——       | ——       | ——       | ——       | ——       | ——       | ——       | ——       | ——  | ——       | ——       | ——       | ——       | ——       | ——  | ——           | ——           | ——           | —— |  |
|    | For. |    |    | Reggiana | Reggiana | Reggiana | Reggiana | Reggiana | Reggiana | Reggiana | Reggiana | Reggiana | Reggiana | Reggiana | Reggiana |     | Reggiana | Reggiana | Reggiana | Reggiana | Reggiana |     | Amatori Lodi | Amatori Lodi | Amatori Lodi |    |  |
|    |      |    |    |          |          |          |          |          |          |          |          |          |          |          |          |     |          |          |          |          |          |     |              |              |              |    |  |
|    |      |    |    |          |          |          |          |          |          |          |          |          |          |          |          |     |          |          |          |          |          |     |              |              |              |    |  |
| 1ª | 2ª   | 3ª | 4ª | 5ª       | 6ª       | 7ª       | 8ª       | 9ª       | 10ª      | 11ª      | 12ª      | 13ª      | 14ª      | 15ª      | 16ª      | 17ª | 18ª      | 19ª      | 20ª      | 21ª      | 22ª      | 23ª | 24ª          | 25ª          | 26ª          |    |  |

### Classifica in divenire
|                      | 1ª | 2ª | 3ª | 4ª | 5ª | 6ª | 7ª | 8ª | 9ª | 10ª | 11ª | 12ª | 13ª | 14ª | 15ª | 16ª | 17ª | 18ª | 19ª | 20ª | 21ª | 22ª | 23ª | 24ª | 25ª | 26ª |
| -------------------- | -- | -- | -- | -- | -- | -- | -- | -- | -- | --- | --- | --- | --- | --- | --- | --- | --- | --- | --- | --- | --- | --- | --- | --- | --- | --- |
| AFP Giovinazzo       | 0  | 2  | 3  | 5  | 7  | 7  | 7  | 8  | 9  | 10  | 12  | 12  | 14  | 16  | 17  | 19  | 20  | 22  | 24  | 25  | 25  | 27  | 29  | 29  | 30  | 30  |
| Amatori Lodi         | 1  | 1  | 3  | 5  | 6  | 8  | 10 | 10 | 12 | 14  | 16  | 18  | 20  | 21  | 23  | 24  | 26  | 27  | 29  | 30  | 32  | 34  | 36  | 38  | 39  | 41  |
| Atl. Forte dei Marmi | 2  | 4  | 4  | 4  | 5  | 7  | 9  | 10 | 12 | 13  | 15  | 17  | 19  | 21  | 21  | 23  | 24  | 24  | 24  | 25  | 27  | 27  | 27  | 27  | 27  | 28  |
| Bassano              | 0  | 2  | 4  | 4  | 4  | 6  | 6  | 7  | 8  | 8   | 8   | 8   | 8   | 9   | 9   | 9   | 11  | 12  | 13  | 14  | 14  | 15  | 15  | 17  | 19  | 21  |
| CGC Viareggio        | 1  | 1  | 2  | 2  | 3  | 3  | 3  | 5  | 6  | 8   | 10  | 10  | 11  | 11  | 13  | 13  | 15  | 16  | 16  | 17  | 17  | 19  | 20  | 20  | 22  | 23  |
| Follonica            | 1  | 3  | 5  | 7  | 7  | 7  | 7  | 7  | 7  | 7   | 7   | 9   | 9   | 9   | 11  | 11  | 11  | 11  | 13  | 14  | 16  | 16  | 17  | 19  | 20  | 20  |
| Giovanni XXIII       | 2  | 2  | 4  | 4  | 4  | 5  | 6  | 8  | 8  | 8   | 8   | 8   | 10  | 11  | 12  | 12  | 12  | 12  | 12  | 14  | 14  | 16  | 17  | 17  | 19  | 20  |
| Goriziana            | 2  | 3  | 3  | 5  | 7  | 9  | 10 | 10 | 11 | 12  | 12  | 12  | 12  | 12  | 12  | 14  | 15  | 16  | 18  | 18  | 19  | 19  | 19  | 20  | 21  | 21  |
| Laverda Breganze     | 2  | 2  | 2  | 2  | 2  | 2  | 4  | 6  | 7  | 9   | 10  | 12  | 12  | 12  | 13  | 13  | 13  | 15  | 17  | 18  | 19  | 20  | 21  | 23  | 23  | 24  |
| Monza                | 1  | 3  | 4  | 6  | 7  | 8  | 8  | 9  | 9  | 10  | 10  | 12  | 13  | 15  | 16  | 18  | 20  | 22  | 22  | 23  | 25  | 25  | 27  | 29  | 29  | 30  |
| Novara               | 0  | 0  | 0  | 0  | 2  | 3  | 5  | 6  | 7  | 8   | 9   | 9   | 9   | 11  | 11  | 12  | 14  | 14  | 15  | 16  | 16  | 16  | 18  | 20  | 22  | 23  |
| Pordenone            | 1  | 1  | 1  | 3  | 3  | 5  | 7  | 9  | 11 | 11  | 11  | 13  | 13  | 15  | 15  | 17  | 17  | 18  | 18  | 18  | 18  | 20  | 21  | 23  | 23  | 23  |
| Reggiana             | 1  | 3  | 5  | 7  | 9  | 10 | 12 | 13 | 13 | 15  | 17  | 19  | 21  | 22  | 24  | 26  | 26  | 28  | 30  | 31  | 33  | 35  | 36  | 37  | 38  | 40  |
| Trissino             | 0  | 1  | 2  | 2  | 4  | 5  | 5  | 5  | 7  | 8   | 10  | 10  | 12  | 12  | 13  | 13  | 14  | 14  | 14  | 16  | 18  | 18  | 18  | 18  | 18  | 20  |

### Record squadre
- Maggior numero di vittorie: Amatori Lodi (17)
- Minor numero di vittorie: Goriziana (6)
- Maggior numero di pareggi: Monza (10)
- Minor numero di pareggi: Pordenone (3)
- Maggior numero di sconfitte: Follonica e Trissino (14)
- Minor numero di sconfitte: Amatori Lodi (2)
- Miglior attacco: Reggiana (151 reti realizzate)
- Peggior attacco: Bassano (59 reti realizzate)
- Miglior difesa: Amatori Lodi (67 reti subite)
- Peggior difesa: Trissino (118 reti subite)
- Miglior differenza reti: Reggiana (+66)
- Peggior differenza reti: Follonica (-42)

### Classifica cannonieri
Sono riportate le prime dieci posizioni.
| Gol |  |  | Giocatore        | Squadra              |
| --- |  |  | ---------------- | -------------------- |
| 81  |  |  | Pino Marzella    | Reggiana             |
| 51  |  |  | Paolo Maggi      | CGC Viareggio        |
| 47  |  |  | Antonio Faccin   | Trissino             |
| 47  |  |  | José Leste       | Pordenone            |
| 40  |  |  | Giulio Fona      | Amatori Lodi         |
| 37  |  |  | Agostino Checchi | Atl. Forte dei Marmi |
| 30  |  |  | Aldo Belli       | Amatori Lodi         |
| 30  |  |  | Francesco Frasca | AFP Giovinazzo       |
| 29  |  |  | Guido Calloni    | Monza                |
| 29  |  |  | Antonio Cesana   | Giovanni XXIII       |